# Дуб (Глухівський район)
Ботанічна пам’ятка природи «Дуб» (втрачена) – об’єкт природно-заповідного фонду, що був оголошений рішенням Сумського Облвиконкому № 504   27.09.1973 року на землях Слоутського лісництва (квартал 12). Адміністративне розташування - Глухівський район, Сумська область.

## Характеристика
Площа – 0,02 га.

## Скасування
Рішенням Сумської обласної ради  № 334   21.11.1984 року пам'ятка була скасована.
Скасування статусу відбулось, згідно даних рішення обласної ради — в зв’язку з висиханням.
Вся інформація про створення об'єкту взята із текстів зазначених у статті рішень обласної ради, що надані Державним управлянням екології та природних ресурсів Сумської  області Всеукраїнській громадській організації «Національний екологічний центр України»..